# Zračna luka Budimpešta
Zračna luka Budimpešt Ferihegy (mađarski: Ferihegyi Nemzetközi Repülőtér ili skraćeno Ferihegy) (IATA: BUD, ICAO: LHBP) je međunarodna zračna luka koja služi mađarski glavni grad Budimpeštu i najveća je od pet međunarodnih zračnih luka. Sa zračne luke se prije svega odvijaju međunarodni letovi unutar Europe, ali i do Afrike, Azije, Bliskog istoka i Sjeverne Amerike. U 2007. godini kroz zračnu luku je prošlo 8,6 milijuna putnika.
Ferihegy se nalazi 16 km istočno-jugoistočno od centra Budimpešte s kojom je povezan cestom Üllői. Zračna luka je nazvana po majstoru pivarstva Ferencu (Feri) Mayerffyu, bivšim vlasniku zemljišta na kojem se zračna luka nalazi.
Na zračnu luku mogu sletjeti svi današnji veliki avioni kao što su Boeing 747, Antonov An-124 i An-225. Ipak, veći dio prometa čine dvomotorni Airbusovi i Boeingovi avioni uključujući i dugodoletni Boeing 767. Alternativne destinacije u rijetkim slučajevima loših vremenskih uvjeta su zračne luke u Bratislavi i Beču. 